# Ыб (сельское поселение)
Ыб — административно-территориальная единица (административная территория село с подчинённой ему территорией) и муниципальное образование (сельское поселение с полным официальным наименованием муниципальное образование сельского поселения «Выльгорт») в составе муниципального района Сыктывдинского в Республике Коми Российской Федерации.
Административный центр — село Ыб.

## История
Статус и границы административной территории установлены Законом Республики Коми от 6 марта 2006 года № 13-РЗ «Об административно-территориальном устройстве Республики Коми».
Статус и границы сельского поселения установлены Законом Республики Коми от 5 марта 2005 года № 11-РЗ «О территориальной организации местного самоуправления в Республике Коми».

## Население
| 2010 | 2011 | 2012 | 2013 | 2014 | 2015 | 2016 |
| ---- | ---- | ---- | ---- | ---- | ---- | ---- |
| 862  | ↘857 | ↗864 | ↗886 | ↗893 | ↘866 | ↘847 |
| 2017 | 2018 | 2019 | 2020 | 2021 |      |      |
| ↘846 | ↘839 | ↘821 | ↘817 | ↘711 |      |      |

## Состав
Состав административной территории и сельского поселения:
| № | Населённый пункт | Тип населённого пункта       | Население |
| - | ---------------- | ---------------------------- | --------- |
| 1 | Березник         | деревня                      | 3         |
| 2 | Захарово         | деревня                      | 240       |
| 3 | Каргорт          | деревня                      | 38        |
| 4 | Мальцевгрезд     | деревня                      | 68        |
| 5 | Ыб               | село, административный центр | ↘513      |